# Мит Гамр
Мит Гамр (арап. ميت غمر) је град у Египту у гувернорату Дакахлија. Према процени из 2008. у граду је живело 118.618 становника.

## Становништво
Према процени, у граду је 2008. живело 118.618 становника.
| 1986.  | 1996.   | 2006.   |
| ------ | ------- | ------- |
| 91.927 | 101.801 | 116.180 |